# Roman Náhončík
Roman Náhončík (* 22. října 1969 Tábor) je český voják, v letech 2022 až 2024 velitel Pozemních sil Armády České republiky.

## Život
V letech 1988–1992 vystudoval magisterské vzdělání v oboru Teorie řízeni a bojového použití jednotek pozemního vojska. Po studiu nastoupil jako velitel čety 18. tankového pluku, ale již ten samý rok se z něj stal velitel roty, kterým zůstal do roku 1994. V tento rok se stal velitelem roty 42. mechanizovaného praporu, kde (s přestávkou v roce 1997, kdy byl velitel čety 6. mechanizovaného praporu) působil až do roku 2002. Od tohoto roku působil na různých štábních a velitelských funkcích 4. brigády rychlého nasazení. Brigádu opustil roku 2014, kdy se stal náčelníkem štábu Pozemních sil AČR. Ke 4. brigádě se vrátil v roce 2016, již jako její velitel. Od roku 2019 působil jako ředitel sekce SHAPE Zahraničního pracoviště Mons. Dne 1. srpna 2022 se stal zástupcem velitele Pozemních sil AČR.
Od listopadu 2022 do prosince 2024 byl velitelem Pozemních sil AČR.
Roku 2020 byl povýšen do hodnosti brigádního generála. Dne 8. května 2023 jej prezident Petr Pavel povýšil do hodnosti generálmajora.
Má za sebou zahraniční mise v bývalé Jugoslávii a Afghánistánu.

## Vyznamenání
- Medaile Armády České republiky II. stupně (2003)
- Medaile ministra obrany České republiky Za službu v zahraničí – KFOR III. stupně (2005)
- Záslužný kříž ministra obrany České republiky III. Stupně (2005)
- Medaile Armády České republiky I. stupně (2008)
- Medaile ministra obrany České republiky Za službu v zahraničí – Afghánistán III. stupně (2011)
- Stužka medaile Za službu v ozbrojených silách České republiky I. stupně – XX. (2013)
- Stužka medaile Za službu v ozbrojených silách České republiky XXV. (2018)